# De Fonseca (azienda)
De Fonseca è un'azienda italiana leader nel mercato della pantofoleria e delle calzature leggere da esterno e da mare.
I principali marchi della società sono De Fonseca, per gli articoli di pantofoleria di sandali ed infradito da mare, e Moppine, le pantofole super-imbottite a forma di animali o personaggi.

## Storia
Fondata nel 1972 a Leinì dai coniugi Livio Tamagno e Laura Camis De Fonseca, l'azienda cresce fino ad essere rilevata nel 1988 dalla famiglia Gandolfi. Nel dicembre 2010 Consilium Sgr, attraverso il fondo Consilium Private Equity Fund, ha acquisito la maggioranza di De Fonseca attraverso un’operazione di buy-out. Star Capital Sgr, precedente socio di maggioranza, ha partecipato all’operazione mantenendo una quota di minoranza.